# Ian McDiarmid

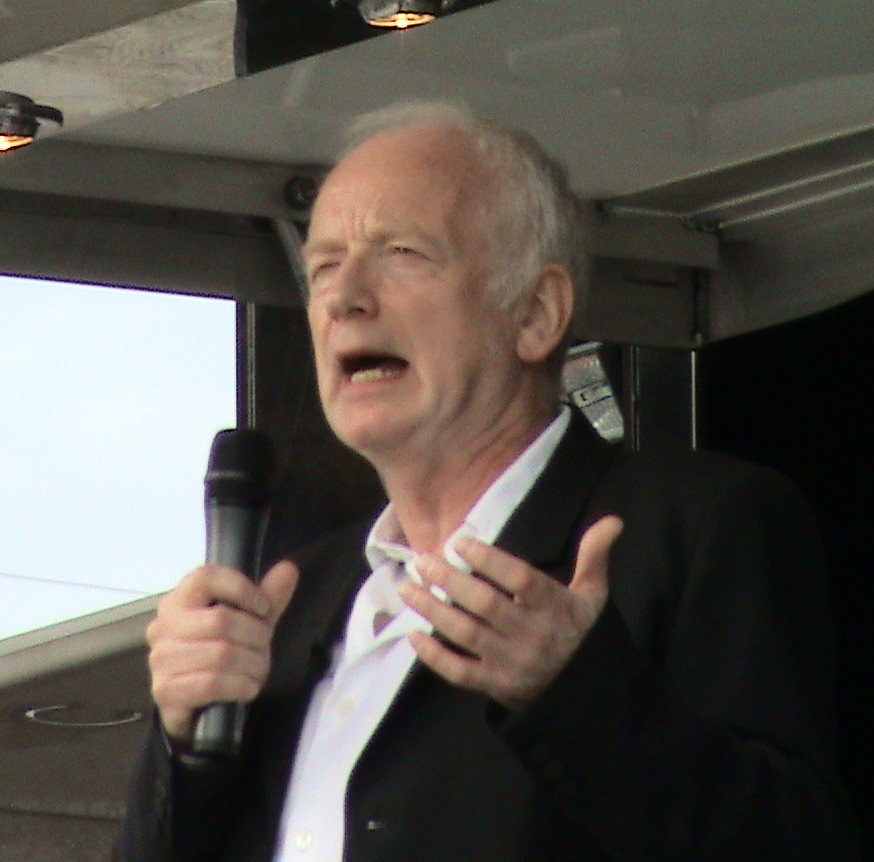
Ian McDiarmid în 2007

Ian McDiarmid (n. 11 august 1944, Carnoustie⁠(d), Scoția, Regatul Unit) este un actor scoțian de teatru și regizor, care a apărut sporadic în mai multe producții de televiziune și în 47 de filme din 1976.
Este cel mai notabil pentru rolul Împăratului Palpatine/Darth Sidious din franciza Războiul stelelor.

## Legături externe
- en Ian McDiarmid la Internet Broadway Database
- Ian McDiarmid la Internet Movie Database
- Ian McDiarmid la TCM Movie Database
- Ian McDiarmid la Allmovie
- Ian McDiarmid at Broadway.com
- Star Wars Actors Database at Nerf-Herders-Anonymous.net
- Bio from the official Star Wars site
- Bio from Hollywood.com
- B.Charles in Our Hidden Lives film-page